# (754) Malabar
Pour les articles homonymes, voir Malabar.
(754) Malabar est un astéroïde de la ceinture principale découvert le 22 août 1906 par l'astronome allemand August Kopff.

## Dénomination
Sa désignation provisoire était 1906 UT.
Il est nommé d'après un volcan et une ville de l'île de Java.